# 莲塘镇 (横州市)
莲塘镇，是中华人民共和国广西壮族自治区南宁市横州市下辖的一个乡镇级行政单位。

## 行政区划
莲塘镇下辖以下地区：
莲塘社区、佛子村、六香村、六坡村、龙田村、六莲村、山柏村、杨彭村、新张村、小湴村、廖村和石柱村。